# گیسیک
گیسیک (به لاتین: Gisik) یک منطقهٔ مسکونی در روسیه است که در داغستان واقع شده‌است.